# モリッツ・ミヒャエル・ダフィンガー
モリッツ・ミヒャエル・ダフィンガー（Moritz Michael Daffinger,1790年1月25日 - 1849年8月21日）はオーストリアの画家である。多くの肖像画、ミニアチュールを描いた。

## 略歴
ウィーン郊外のリヒテンタール(Lichtental:現在はウィーンの一部)で、帝立ウィーン製陶所(Wiener Porzellanmanufaktur、Kaiserlich privilegierte Porcellain Fabrique)の絵師の息子に生まれた。11歳でウィーン製陶所で見習いとして働いた。ウィーン美術アカデミーで、ハインリヒ・フリードリヒ・フューガーに学ぶが、陶器のデザイナーを続け、1809年以降になって肖像画の仕事に専念するようになった。
1812年から有名な政治家メッテルニヒの援助をうけて肖像画家として働き、1836年からはメッテルニヒの3番目の妻(Melanie von Metternich)の肖像画コレクションを管理する仕事をした。有名な画家たちの肖像画から影響を受け、1815年のウィーン会議で、メッテルニヒに贈られたイギリスの肖像画家トーマス・ローレンスの作品から強い影響を受けたとされる。
象牙や紙に描く「ミニアチュール」を多く製作した。1841年に娘を失ってからは花の絵を描くことが多くなった。1849年にウィーンを襲ったコレラの流行により没するまでに1000点をこえる肖像画を残した。
1988年から発行されたオーストリアの20シリング紙幣のデザインにはダフィンガーの肖像が採用された。

## 作品

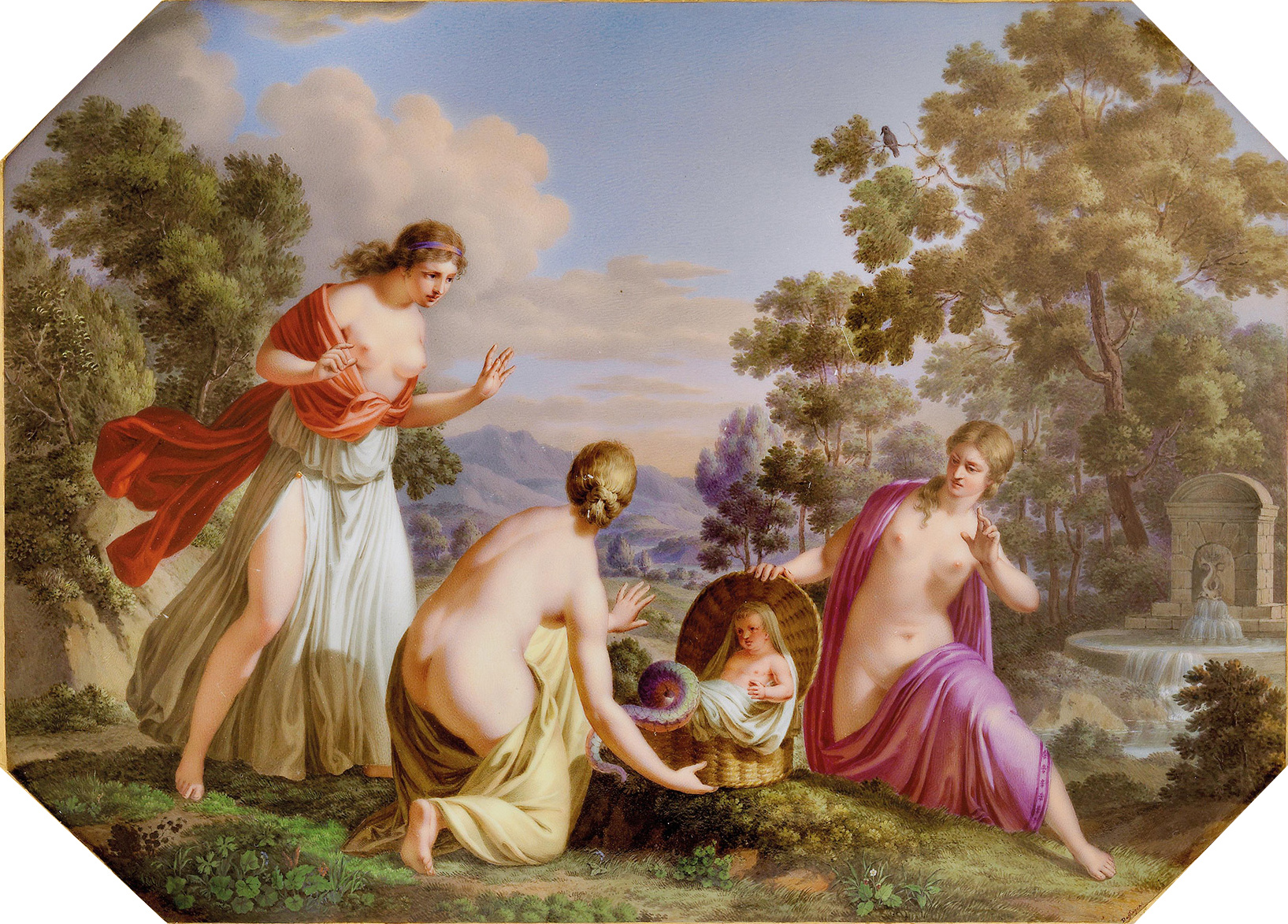
ウィーン製陶所時代の皿絵
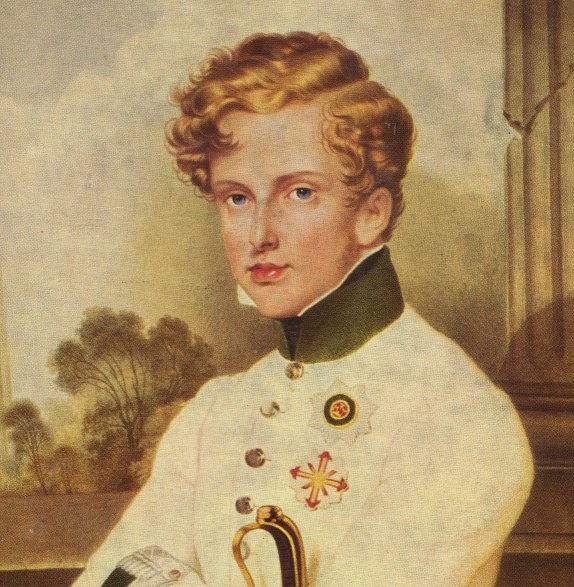
ナポレオン2世
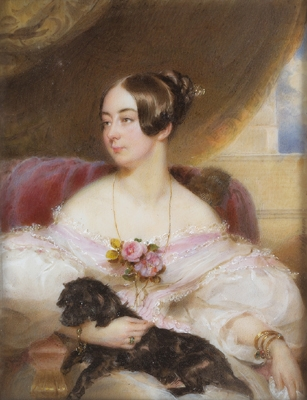
Ferdinandine Karolyi
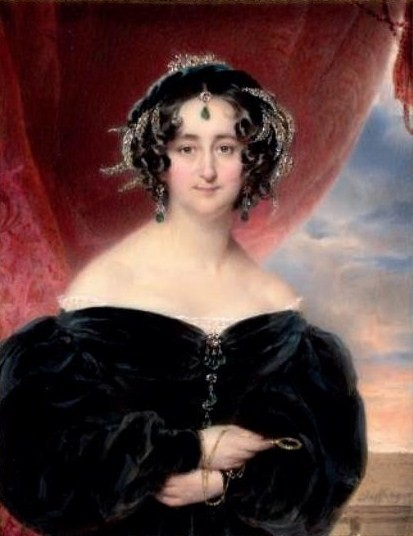
ヴィルヘルミーネ・フォン・ザーガン